# Karl Schultz
Karl Schultz (n. 6 noiembrie 1937, Bad Schwartau, Schleswig-Holstein, Germania) este un călăreț ce a reprezentat Germania, medaliat olimpic. A participat la 2 ediții ale Jocurilor Olimpice (1972, 1976) în care a câștigat o medalie de argint și două medalii de bronz.